# Bird Flu
Bird Flu è un brano musicale della cantante inglese M.I.A. pubblicato come singolo promozionale dall'album Kala (2007) il 23 novembre 2006.